# Budaors Clay Court Championships
Il Budaors Clay Court Championships è stato un torneo professionistico di tennis giocato su campi in terra rossa. Faceva parte dell'ATP Challenger Series. Si giocava annualmente a Budaörs in Ungheria.

## Albo d'oro

### Singolare
| Anno | Campione              | Finalista         | Punteggio     |
| ---- | --------------------- | ----------------- | ------------- |
| 2005 | Boris Pašanski        | Vasilīs Mazarakīs | 6–3, 6–2      |
| 2004 | Ignacio González King | Gabriel Trujillo  | 6–4, 6–4      |
| 2003 | Tomáš Berdych         | Ivajlo Trajkov    | 6–2, 6–3      |
| 2002 | Diego Moyano          | Jiří Vaněk        | 4–6, 6–3, 6–4 |
| 2001 | Juan Ignacio Chela    | Werner Eschauer   | 7–5, 6–1      |

### Doppio
| Anno | Campioni                               | Finalisti                       | Punteggio        |
| ---- | -------------------------------------- | ------------------------------- | ---------------- |
| 2005 | Amir Hadad Harel Levy                  | Adam Chadaj Stéphane Robert     | 6–4, 6(7)–7, 6–3 |
| 2004 | Ignacio González King Gabriel Trujillo | Ota Fukárek Stéphane Robert     | 6–4, 4–6, 7–6(3) |
| 2003 | Leonardo Azzaro Gergely Kisgyörgy      | Tomáš Berdych Michal Navrátil   | 7–5, 4–6, 6–3    |
| 2002 | Hermes Gamonal Adrián García           | Jiří Vaněk Robin Vik            | 6–3, 0–6, 6–3    |
| 2001 | Petr Dezort Radomír Vašek              | Sergio Roitman Andrés Schneiter | 6–3, 5–7, 7–6(6) |